# Сухопутные войска Эстонии
Сухопутные войска Эстонии (эст. Eesti Maavägi) — один из видов вооружённых сил Эстонии.

## Задачи сухопутных войск
- Обеспечение постоянной боеготовности в сотрудничестве с другими силами
- Организация национальной обороны на суше
- Организация обороны жизненно важных стратегических объектов
- Участие в международных миссиях по поддержанию мира

## Командование
- Индрек Сирел[англ.] (2008—2012)
- Артур Тиганик[англ.] (2012—2014)

С 2014 по 2023 год сухопутными войсками руководил Генеральный штаб Сил оборон, и отдельной должности командующего армией в Силах обороны не было. 
В январе 2023 года стало известно о создании на основе двух пехотных бригад дивизии. На должность командующего дивизией Сил обороны был назначен генерал-майор Вейко-Велло Пальма. Дивизия является постоянно действующей сухопутной структурной единицей Сил обороны, находящейся в непосредственном подчинении командующего Силами обороны. Штаб дивизии находится в Таллине. В мирное время в штабе служат около ста человек.
В состав дивизии входят подразделения как из Эстонии, так и из стран-союзников. Эстонские подразделения включают 1-ю пехотную бригаду, 2-ю пехотную бригаду, батальон тылового обеспечения и батальон штаба и связи. Уставом дивизии могут быть предусмотрены другие части в подчинении командира дивизии.

## Структура
Штаб Сухопутных войск (Maaväe Staap)
- Эстонская дивизия (Diviis) (г. Таллин)[4]

- Штаб и батальон связи (staabi- ja sidepataljon)
-  Артиллерийский дивизион (suurtükiväepataljon) (г. Тапа)
- Логистический батальон (logistikapataljon)
-  1-я пехотная бригада (1. Jalaväebrigaad) (г. Тапа)

- Штаб бригады (Staap) (г. Тапа)
- Штабная рота (Staabikompanii) (г. Тапа)
-  Скаутский батальон (Scoutspataljon) (г. Палдиски)
-  Калевский пехотный батальон (Kalevi jalaväepataljon) (г. Палдиски)
-  Вируский пехотный батальон (Viru jalaväepataljon) (г. Йыхви)
-  Батальон противовоздушной обороны (Õhutõrjepataljon) (г. Тапа)
-  Инженерный батальон (Pioneeripataljon) (г. Тапа)
-  Батальон тылового обеспечения (Tagalapataljon) (г. Палдиски)
- Разведывательная рота (Luurekompanii) (г. Тапа)
- Противотанковая рота (г. Йыхви)

-  2-я пехотная бригада (2. Jalaväebrigaad) (п. Луунья)

- Штаб бригады (п. Луунья)
- Штабная рота (п. Луунья)
-  Куперьяновский пехотный батальон (Kuperjanovi jalaväepataljon) (г. Выру)
- 3-й пехотный батальон (резервный)
- 22-й пехотный батальон (резервный)
- Артиллерийский батальон (резервный)
- 2-й инженерный батальон (резервный)
-  Батальон тылового обеспечения (Tagalapataljon) (г. Выру)
- Разведывательная рота (резервная)
- Противотанковая рота (резервная)

## Вооружение и военная техника
| Изображение                       | Тип                        | Производство         | Назначение                                    | Количество             | Примечания |
| Боевые машины пехоты              | Боевые машины пехоты       | Боевые машины пехоты | Боевые машины пехоты                          | Боевые машины пехоты   | Боевые машины пехоты |
| --------------------------------- | -------------------------- | -------------------- | --------------------------------------------- | ---------------------- | --- |
|                                   | Strf 90                    | Швеция / Нидерланды  | Боевая машина пехоты                          | 100                    | Эстония закупила 44 шведских БМП CV9035 у Нидерландов. В 2016 году силы обороны Эстонии заказали еще 35 единиц. |
| Бронетранспортёры                 |                            |                      |                                               |                        | |
|                                   | Patria Pasi XA-180EST      | Финляндия            | Бронетранспортёр                              | 56                     | Бывшие БТРы XA-180 Финской армии, которые были модернизированы. Проданы Эстонии без вооружения. Вооружены пулемётами Browning M2. |
|                                   | Patria Pasi XA-188         | Финляндия            | Бронетранспортёр                              | 81                     | В 2010 году Эстония закупила 81 единицу XA-188 в Нидерландах. |
|                                   | Otokar ARMA                | Турция               | Бронетранспортёр 6×6                          | ~50                    | Заказано 230 единиц. Первые бронемашины поступили в Эстонию в 2024 году. |
|                                   | Nurol Makina NMS           | Турция               | Бронеавтомобиль 4×4                           |                        | Заказано 230 единиц. Первые бронемашины поступили в Эстонию в 2024 году. |
| Вездеходы                         |                            |                      |                                               |                        | |
|                                   | Hägglunds BV 206 A MT      | Швеция               | Вездеход                                      | Нет данных             | |
| Противотанковые комплексы         |                            |                      |                                               |                        | |
|                                   | FGM-148 Javelin            | США                  | ПТРК                                          | <80                    | Эстония заключила с США договор на поставку 80 пусковых установок, ракет к ним и обучающего симулятора. Поставки начались в 2015 году. Внедрение системы в полном объеме запланировано на 2016—2018 гг.. В 2023 году, на фоне российского вторжения, некоторое количество ПТРК было передано Вооружённым Силам Украины                                               |
|                                   | Spike-SR/-LR               | Израиль              | ПТРК                                          | Неизвестное количество | |
|                                   | Carl Gustaf                | Швеция               | 84-мм гранатомёт                              | >600                   | В 2023 году Эстония получила 700 гранатометов Carl-Gustav М4Более ста гранатомётов планируется передать Вооружённым Силам Украины в 2023 году |
|                                   | M136 AT4                   | Швеция               | РПГ                                           | Неизвестное количество | |
|                                   | C-90                       | Флаг Испании         | РПГ                                           | Неизвестное количество | |
|                                   | Pv-1110                    | Швеция               | 90-мм безоткатное орудие                      | Неизвестное количество | |
| Миномёты                          |                            |                      |                                               |                        | |
|                                   | 2Б11                       | СССР                 | 120-мм миномёт                                | 66                     | |
|                                   | M/41D                      | Швеция               | 120-мм миномёт                                | 66                     | |
|                                   | M252                       | США                  | 81-мм миномёт                                 | 60                     | |
|                                   | NM95                       | Норвегия             | 81-мм миномёт                                 | 60                     | |
|                                   | Soltam B-455               | Израиль              | 81-мм миномёт                                 | 60                     | |
| Артиллерийские установки          |                            |                      |                                               |                        | |
|                                   | Haubits m/40               | Швеция               | 105-мм гаубица                                |                        | Куплены у Финляндии. Используются для тренировок. |
|                                   | Д-30                       | СССР                 | буксируемая 122-мм гаубица                    | 36                     | Были куплены у Финляндии. Используются под обозначением H-63. В 2023 году, на фоне российского вторжения, некоторое количество гаубиц планируется передать Вооружённым Силам Украины. |
|                                   | K9 Thunder                 | Республика Корея     | 155-мм САУ                                    | 24                     | Всего заказано 36 САУ. 18 САУ уже доставлено до 2024 года. Последняя поставка должна осуществиться в 2026 году. Обучение военнослужащих срочной службы стрельбе из K9 Thunder начнется в 2023 году. Системы будут поставлены на боевое дежурство в составе дивизиона 1-й эстонской пехотной бригады вместо буксируемых гаубиц FH-70, которые будут законсервированы. |
|                                   | CAESAR                     | Франция              | 155-мм САУ                                    | 6                      | Заказано 12 единиц. Первые САУ поступят в Эстонию в 2024 году. |
| Реактивные системы залпового огня |                            |                      |                                               |                        | |
|                                   | M142 HIMARS                | США                  | РСЗО                                          | 6                      | В 2022 году Эстония подписала договор с США на покупку 6 систем залпового огня. 30 апреля 2025 системы были получены. |
| Средства ПВО                      |                            |                      |                                               |                        | |
|                                   | Mistral                    | Франция              | 90-мм ПЗРК                                    | 27                     | |
|                                   | Piorun                     | Польша               | 72-мм ПЗРК                                    |                        | Поставлены в 2024 году. |
|                                   | ЗУ-23-2                    | СССР                 | 23-мм зенитная установка                      | более 1                | Устанавливаются на грузовики MAN |
|                                   | IRIS-T SLM                 | Германия             | ЗРК средней дальности                         |                        | Заказаны в 2023 году в количестве 3 батарей. Поставки запланированы на 2025–2026 годы. |
| Инженерное оборудование           |                            |                      |                                               |                        | |
|                                   | Pionierpanzer 2A1 Dachs    | Германия             | Инженерная бронированная машина               | 2                      | |
|                                   | Bergepanzer 2              | Германия             | БРЭМ                                          | 2                      | |
|                                   | Biber                      | Германия             | бронированный мостоукладчик                   | 2                      | |
| Автомобильная техника             |                            |                      |                                               |                        | |
|                                   | Scania G410                | Швеция               | Тягач 6x4                                     |                        | В 2024 году были поставлены первые грузовики. Всего заказано 265 машин. |
|                                   | Scania G410                | Швеция               | Грузовик 8x8                                  |                        | В 2024 году были поставлены первые грузовики. |
|                                   | Scania G360                | Швеция               | Грузовик 8x4                                  |                        | В 2024 году были поставлены первые грузовики. |
|                                   | Volvo 44R                  | Швеция               | Грузовик 4x4                                  |                        | В 2024 году были поставлены первые грузовики. |
|                                   | Volvo 66R                  | Швеция               | Грузовик 6x6                                  |                        | В 2024 году были поставлены первые грузовики. |
|                                   | MAN 4520                   | Германия             | Грузовик                                      | Нет данных             | |
|                                   | Mercedes-Benz UNIMOG U4000 | Германия             | Грузовик                                      |                        | В 2024 году были поставлены первые грузовики. |
|                                   | Mercedes-Benz UNIMOG 416   | Германия             | Грузовик                                      | Нет данных             | |
|                                   | Mercedes-Benz UNIMOG 435   | Германия             | Грузовик                                      | Нет данных             | |
|                                   | Mercedes-Benz 250 GD       | Германия             | Вседорожник                                   | Нет данных             | |
|                                   | Volvo TGB 111A MT          | Швеция               | Вседорожник                                   | Нет данных             | |
|                                   | Husqvarna 258A MT          | Швеция               | Мотоцикл                                      | Нет данных             | |
| Стрелковое оружие                 |                            |                      |                                               |                        | |
|                                   | LMT MARS-L "R-20 Rahe"     | США                  | 5,56-мм штурмовая винтовка                    | >19000                 | Стандартная штурмовая винтовка, заказанная в 2019 году для замены винтовок IMI Galil и Ak 4. |
|                                   | IMI Galil AR               | Израиль              | 5,56-мм штурмовая винтовка                    | Нет данных             | |
|                                   | IMI Galil SAR              | Израиль              | 5,56-мм штурмовая винтовка                    | Нет данных             | Укороченный вариант Галила. |
|                                   | M16A1                      | США                  | 5,56-мм штурмовая винтовка                    | <1200                  | В 1997 году США бесплатно передали Эстонии 1200 автоматов М16А1. |
|                                   | Ak 4                       | Швеция               | 7,62-мм штурмовая винтовка                    | Нет данных             | Шведская версия немецкой винтовки HK G3 |
|                                   | IMI Galil ARM              | Израиль              | 5,56-мм ручной пулемёт                        | Нет данных             | |
|                                   | IMI Negev                  | Израиль              | 5,56-мм ручной пулемёт                        | Нет данных             | |
|                                   | Rheinmetall MG3            | Германия             | 7,62-мм единый пулемёт                        | Нет данных             | Версия MG 1A3 с зенитным прицелом |
|                                   | Ksp 58                     | Швеция               | 7,62-мм единый пулемёт                        | Нет данных             | Шведская версия бельгийского пулемёта FN MAG. Состоит на вооружении в качестве стандартного пулемёта. |
|                                   | Browning M2 0.50 HB        | США                  | 12,7-мм крупнокалиберный пулемёт              | Нет данных             | Основное вооружение бронетранспортёров Pasi XA-180 и XA-188 |
|                                   | IMI Galil Tzalafim         | Израиль              | 7,62-мм марксманская винтовка                 | Нет данных             | |
|                                   | R-20                       | США                  | 5,56-мм штурмовая винтовка                    | Нет данных             | В качестве снайперской винтовки используется вариант R-20L калибра 7,62х51 мм. |
|                                   | М14                        | США                  | 7,62-мм марксманская винтовка                 | <40000                 | В 1998 году 40,5 тыс. M14 было получено из США для создания мобилизационного резерва. В дальнейшем, на вооружение был принят модернизированный вариант Täpsuspüss M14-TP, в качестве оружия марксмана. В настоящее время используется гвардейским полком как церемониальное оружие.                                                                                  |
|                                   | Täpsuspüss M14-TP          | США · Эстония        | 7,62-мм марксманская винтовка                 | Нет данных             | Американская автоматическая винтовка М14, модифицированная в Эстонии(изменения: тяжёлый ствол, сошка, пластиковый приклад и оптический 4Х прицел). |
|                                   | Sako TRG-42                | Финляндия            | 7,62-мм снайперская винтовка                  | Нет данных             | На вооружении с 2007 года. |
|                                   | PGM Hecate II              | Франция              | 12,7-мм крупнокалиберная снайперская винтовка | Нет данных             | На вооружении с 2007 года. |
|                                   | Benelli M3T                | Италия               | Ружьё 12 калибра                              | Нет данных             | |
|                                   | IMI Mini UZI               | Израиль              | 9-мм пистолет-пулемёт                         | Нет данных             | |
|                                   | Heckler & Koch USP         | Германия             | 9-мм пистолет                                 | <2000                  | Летом 2005 года был заключен договор о приобретении партии 9-мм пистолетов H&K USP для замены устаревших Пистолетов Макарова. |
|                                   | Colt M1911                 | США                  | .45 пистолет                                  | >1500                  | В 1997 году США бесплатно передали 1500 пистолетов по программе военной помощи для эстонской армии. |
|                                   | Пистолет Макарова          | СССР                 | 9-мм пистолет                                 | Нет данных             | На хранении. Заменены в обращении на H&K USP и Colt M1911. |

- Эстонский Pasi XA-180EST в Афганистане
- Боевая машина Strf 90 на параде в Таллине
- Гвардейский батальон(эст.Vahipataljon) на параде
- В Ираке
- Совместные учения Spring Storm 2020 на территории Эстонии британской 20-й механизированной бригады и эстонской 1-й пехотной бригады в рамках боевой группы НАТО «Эстония». 5 мая 2020.
- Разведывательный батальон на учениях в 2014 году

## Знаки различия

### Генералы и офицеры
| Категории               | Генералы          | Генералы          | Генералы      | Генералы          | Старшие офицеры | Старшие офицеры     | Старшие офицеры | Младшие офицеры | Младшие офицеры   | Младшие офицеры   | Младшие офицеры   |
| ----------------------- | ----------------- | ----------------- | ------------- | ----------------- | --------------- | ------------------- | --------------- | --------------- | ----------------- | ----------------- | ----------------- |
|                         |                   |                   |               |                   |                 |                     |                 |                 |                   |                   |                   |
| Эстонское звание        | Kindral           | Kindralleitnant   | Kindralmajor  | Brigaadikindral   | Kolonel         | Kolonelleitnant     | Major           | Kapten          | Leitnant          | Nooremleitnant    | Lipnik            |
| Перевод                 | Генерал           | Генерал-лейтенант | Генерал-майор | Бригадный генерал | Полковник       | Полковник-лейтенант | Майор           | Капитан         | Лейтенант         | Младший лейтенант | Прапорщик         |
| Российское соответствие | Генерал-полковник | Генерал-лейтенант | Генерал-майор | нет               | Полковник       | Подполковник        | Майор           | Капитан         | Старший лейтенант | Лейтенант         | Младший лейтенант |

### Унтер-офицеры и солдаты
| Категории               | Старшины            | Старшины          | Старшины            | Старшины    | Старшины            | Сержанты        | Сержанты | Сержанты        | Солдаты  | Солдаты |
| ----------------------- | ------------------- | ----------------- | ------------------- | ----------- | ------------------- | --------------- | -------- | --------------- | -------- | ------- |
|                         |                     |                   |                     |             |                     |                 |          |                 |          |         |
| Эстонское звание        | Ülemveebel          | Staabiveebel      | Vanemveebel         | Veebel      | Nooremveebel        | Vanemseersant   | Seersant | Nooremseersant  | Kapral   | Reamees |
| Перевод                 | Главный фельдфебель | Штабс-фельдфебель | Старший фельдфебель | Фельдфебель | Младший фельдфебель | Старший сержант | Сержант  | Младший сержант | Капрал   | Рядовой |
| Российское соответствие | Старший прапорщик   | Прапорщик         | Старшина            | нет         | нет                 | Старший сержант | Сержант  | Младший сержант | Ефрейтор | Рядовой |

### Знаки на головные уборы
- Кокарда на фуражку для офицеров[61]
- Вышитый вариант
- Кокарда для кепи
- Вышитый вариант кокарды